# Monchaux-sur-Écaillon
Monchaux-sur-Écaillon är en kommun i departementet Nord i regionen Hauts-de-France i norra Frankrike. Kommunen ligger i kantonen Valenciennes-Sud som tillhör arrondissementet Valenciennes. År 2022 hade Monchaux-sur-Écaillon 583 invånare.

## Befolkningsutveckling
Antalet invånare i kommunen Monchaux-sur-Écaillon
| Referens: INSEE |